# M.A.S.K.
M.A.S.K. (acronimo di Mobile Armored Strike Kommand) è un cartone animato trasmesso negli Stati Uniti dal 1985 al 1986. I protagonisti sono una squadra di agenti segreti che lottano contro il crimine, dotati di veicoli capaci di trasformarsi e altri strumenti fantascientifici.
Comprende un totale di 75 episodi da circa 25 minuti suddivisi due stagioni televisive: la numero 1 costituita da 65 episodi e la numero 2, conosciuta col nome di Mask the racing series, di 10 episodi. La serie è stata successivamente anche adattata come fumetto e videogiochi, ed ha anche un aspetto educativo, infatti gli episodi hanno spesso un'ambientazione internazionale nelle varie storie, fornendo piccole informazioni su storia e geografia. Inoltre al termine di ogni puntata vi è un breve segmento in cui i personaggi della serie mandano messaggi positivi sull'etica e sui rapporti interpersonali. In Italia fece la sua comparsa nella tarda primavera del 1986 all'interno del contenitore Tivulandia in onda su Euro Tv.

## Storia
La serie televisiva fu prodotta dalla DIC Enterprises, ed era ispirata alla omonima serie giocattolo, nata nel 1985 come prodotto della ditta statunitense Kenner Products per fare concorrenza alla Hasbro. Quest'ultima aveva creato due serie giocattolo che avevano sfondato ovunque, G.I. Joe e Transformers. La Kenner creò allora la serie Mask che cercava di riassumere le potenzialità di entrambe le serie della ditta concorrente, presentando infatti team di agenti specialisti in vari campi che manovravano veicoli multifunzione; i cui diritti del merchandising della serie furono acquistati dalla Hasbro stessa.
Nel 2008, come facente parte della wave 11 della linea G.I.Joe 25th Anniversary, la Hasbro fa uscire Matt Trakker, leader di MASK. Questo nuovo Matt Trakker si ripresenta aggiornato e revisionato come G.I.Joe, ma fedele nei colori e nell'aspetto all'originale. Il pettorale è nuovo e la maschera ridisegnata. È inoltre dotato di uno zaino con elica di colore verde e nero che ricorda il veicolo Condor. Nella bio del personaggio si cita il suo passato in MASK contro i malvagi VENOM e ciò conferma che non è una citazione, ma è proprio lo stesso personaggio e fa intuire che i G.I.Joe e i Mask facciano parte dello stesso universo.
Nel 2016 la casa editrice IDW Publishing, già detentrice dei diritti fumettistici di G.I. Joe, Transformers, Action Man e ROM, concepisce il crossover REVOLUTION tra le diverse serie e vi aggiunge anche MASK, che come le altre proprietà viene svecchiata di alcune caratteristiche pur conservandone l'essenza; in questa nuova continuity, Miles Mayhem è un ex compagno di squadra del generale Joe Colton (l'originale G.I. Joe) nella sua Adventure Team, ed è lui il fondatore del programma MASK, creato a partire da tecnologia presa ai Transformers durante una precedente invasione della Terra; già alla fine di Revolution le strade di Mayhem e Trakker (qui pupillo afromericano di Miles) si divideranno per proseguirne le vicende a parte nella successiva collana Revolutioners (che vede alcuni personaggi delle diverse collane collaborare). In coincidenza con ciò, la Hasbro-Kenner e la Paramount Pictures (la casa cinematografica che produce i film su Transformers e G.I. Joe) cominciano a discutere possibili adattamenti live action di MASK, per integrare la serie con le altre due in un universo condiviso, sulla scia del lavoro svolto da Paramount e Marvel Studios sulla serie cinematografica Avengers e da Warner Bros. e DC Comics sulla serie cinematografica Justice League.

## Trama
Il Mobile Armored Strike Kommand (M.A.S.K.), la cui base operativa si trova sotto una montagna ed il cui ingresso è dietro un finto distributore di benzina chiamato Boulder Hill, è un team di spie ed agenti segreti istituito dal miliardario Matt Trakker durante le sue investigazioni sulle cause della morte del proprio fratello Andy. La squadra è impegnata nella lotta contro le forze malvagie riunite nella gang chiamata VENOM (Vicious Evil Network Of Mayhem).
Miles Mayhem, insieme ai fratelli Trakker, inizialmente avrebbe dovuto gestire anche lui la futura organizzazione MASK: lo scopo di quest'ultima doveva essere la salvaguardia delle persone da atti terroristici da parte di organizzazioni criminali. Mayhem non condivideva appieno questa scelta, bensì voleva usare i veicoli della squadra MASK per i suoi scopi criminosi. Una notte Mayhem rubò metà dei progetti dei veicoli messi a punto da Andy Trakker e diede fuoco al primo quartier generale dei MASK: le fiamme avvolsero anche Andy, che si trovava all'interno della base. Pochi giorni dopo Mayhem fondò l'organizzazione conosciuta con il nome di VENOM.
Ogni agente MASK dispone di una "maschera", ovvero un particolare casco in grado d'interagire con il proprio veicolo trasformandolo in una macchina da battaglia (ad esempio la moto Condor è in grado di mutare in un elicottero), nonché di fornire un particolare potere a chi la utilizza (ad esempio il casco Raggio Innalzante permette di sollevare e spostare oggetti); alcuni personaggi dispongono di più caschi. Anche gli scagnozzi dell'organizzazione VENOM dispongono della stessa tecnologia degli agenti MASK: veicoli e velivoli che si trasformano in mezzi da combattimento e caschi in grado di aumentare le prestazioni fisiche di chi li indossa.
La prima stagione televisiva riprende le caratteristiche dei personaggi e dei veicoli prodotti nel 1985 e nel 1986, mentre la seconda stagione riprende, principalmente, le caratteristiche della serie giocattolo del 1987. Tra le 2 stagioni vi sono delle sostanziali differenze. La prima ha un tipo di trama dove la squadra MASK è impegnata nell'affrontare i loschi piani di VENOM. La seconda, invece, tratta di gare automobilistiche sia di Formula 1 che di rally che vedono impegnati sia gli agenti MASK che gli uomini di VENOM all'interno di esse. La seconda serie è stata studiata per un pubblico più giovane rispetto alla prima.

## Personaggi e doppiatori
Mask presenta una serie di personaggi definiti da caratterizzazioni fortemente legate alla nazionalità del personaggio (per esempio Mayhem, il capo dei malvagi, parla con un accento inglese, Sato, il giapponese, intercala i suoi discorsi con proverbi orientali da "biscotti della fortuna"...).
Agenti MASK:
- Matt Trakker - Doug Stone - Sergio Masieri
- Ace Riker - Mark Halloran
- Alex Sector - Brendan McKane - Orlando Mezzabotta
- Ali Bombay - Brian George
- Boris Bushkin - Doug Stone
- Brad Turner - Graeme McKenna - Raffaele Farina
- Bruce Sato - Doug Stone - Federico Danti (1ª voce) - Marco Balzarotti (2ª voce)
- Buddy 'Clutch' Hawks - Mark Halloran - Enrico Maggi
- Calhoun Burns - Graeme McKenna - Marco Balzarotti
- Dusty Hayes - Doug Stone - Giovanni Battezzato
- Gloria Baker - Sharon Noble
- Hondo MacLean - Doug Stone
- Jacques LaFleur - Brendan McKane
- Julio Lopez - Graeme McKenna - Raffaele Farina
- Nevada Rushmore - Brendan McKane

Banda VENOM:
- Miles Mayhem - Brendan McKane - Pietro Ubaldi
- Bruno 'Mad Dog' Sheppard - Doug Stone
- Cliff Dagger - Mark Halloran - Antonio Paiola
- Floyd Malloy - Brendan McKane - Raffele Farina
- Lester Sludge - Brian George
- Maximus Mayhem - Doug Stone
- Nash Gorey - Doug Stone
- Sly Rax - Mark Halloran - Gianfranco Gamba
- Vanessa Warfield - Sharon Noble - Rossana Bassani

Altri personaggi:
- Scott Trakker - Brennan Thicke - Paolo Torrisi
- T-Bob - Graeme McKenna
- Computer - Sharon Noble - Rossana Bassani

## Veicoli MASK
- Thunderhawk - automobile Chevrolet Camaro rossa di Matt Trakker (casco Spettro con molte funzioni tra cui laser, vista a infrarossi, ultrasuoni e deltaplano) in grado di volare usando le portiere come ali e con vari tipi di armi.
- Rhino - grande motrice di camion Kenworth guidata da Bruce Sato (casco Raggio Innalzante, che permette di sollevare oggetti pesanti con la forza del pensiero), Matt Trakker (casco Super Lampo, che emette raggi energetici ed accecanti) e Alex Sector (casco Onda Ascensionale, che permette di volare) che si trasforma in veicolo d'assalto e parte del camion diventa un piccolo veicolo alternativo. Può sparare dalle enormi marmitte e dalle due anti-aeree contenute nella parte posteriore, dove si cela anche un'attrezzata sala computer.
- Condor - moto verde, molto somigliante ad una Kawasaki GPZ, di Brad Turner (casco Ologramma, in grado di generare ologrammi) che si trasforma in elicottero.
- Gator - Jeep CJ di Dusty Hayes (casco Onda Perforante, che produce onde d'urto). L'abitacolo interno può "uscire" dal telaio e trasformarsi in motoscafo.
- Firefly - dune buggy di Julio Lopez (casco Estintore, in grado di sparare varie sostanze, tra cui schiuma antincendio, una colla vischiosa e così via) che si trasforma in un mezzo volante.
- Firecracker - pick-up arancione di Hondo MacLean (casco Inceneritore, che produce un raggio incandescente) che si trasforma in un mezzo d'assalto con due potenti lanciamissili sotto il telaio. Viene adoperato anche da Buddy Hawks.
- Nightstalker/Hurricane - auto 1957 Chevrolet blu di Hondo MacLean (casco Inceneritore II) che si trasforma in mezzo d'assalto con torretta girevole.
- Raven - Chevrolet Corvette nera di Calhoun Burns (casco Gulliver, in grado di ingrandire o ridurre oggetti) che si trasforma in veicolo acquatico.
- Slingshot - piccolo furgone bianco di Ace Riker (casco Controllo Di Crociera, in grado di prendere il controllo di qualsiasi veicolo) che nasconde un mezzo volante.
- Shark - Porsche 928 bianca e gialla di Gloria Baker (casco Aura, che produce uno scudo in grado di assorbire energia) che si trasforma in sottomarino.
- Volcano - Furgone 4x4 pilotato da Jacques LaFleur (casco Miraggio che rende invisibili) e Matt Trakker (casco Lava Shot, che spara metallo fuso) che si trasforma in mezzo d'assalto.
- Boulder Hill - autofficina e stazione di rifornimento (dove lavora Buddy Hawks, casco Penetratore, che permette di attraversare oggetti solidi) che nasconde la base armata dei MASK.
- T-Bob - robottino in grado di trasformarsi in uno scooter.

## Veicoli VENOM
- Switchblade - elicottero blu di Miles Mayhem (casco Vipera) che si trasforma in jet da combattimento. Lo Switchblade ha la trasformazione più visivamente accattivante di tutti gli altri veicoli, fedelmente riprodotta anche dal giocattolo.
- Piranha - Moto nera con sidecar di Sly Rax (casco Stiletto): il sidecar può chiudersi ermeticamente e venire eiettato in avanti, separandosi dal resto della moto e diventando un sottomarino monoposto.
- Jackhammer - fuoristrada Ford Bronco nero di Cliff Dagger (casco Torcia) in grado di trasformarsi in mezzo d'assalto corazzato con torretta semovente.
- Manta - Nissan 300ZX viola di Vanessa Warfield (casco Frusta Magnetica) che si trasforma in un'auto volante.
- Outlaw - autocisterna pilotata da Nash Gorey (casco Sansone) e Miles Mayhem (casco Python) trasformabile in postazione lanciamissili.
- Vampire - moto rossa di Floyd Malloy (casco Mitraglietta) trasformabile in veicolo d'attacco aereo.
- Stinger - Pontiac GTO arancione di Bruno Sheppard (casco Raggio Magmatico) trasformabile in una sorta di cingolato corazzato, dotato di armi pesanti. Il veicolo possiede inoltre un potente braccio meccanico estensibile terminante in una pinza.

## Episodi[2]
Titoli originali:
1. The Deathstone
2. The Star Chariot
3. The Book Of Power
4. Highway To Terror
5. Video VENOM
6. Dinosaur Boy
7. The Ultimate Weapon
8. The Roteks
9. The Oz Effect
10. Death From The Sky
11. The Magma Mole
12. Solaria Park
13. The Creeping Terror
14. Assault On Liberty
15. The Sceptre Of Rajim
16. The Golden Goddess
17. Mystery Of The Rings
18. Bad Vibrations
19. Ghost Bomb
20. Cold Fever
21. Mardi Gras Mystery
22. The Secret Of Life
23. Vanishing Point
24. Counter-Clockwise Caper
25. The Plant Show
26. Secret Of The Andes
27. Panda Power
28. Blackout
29. A Matter Of Gravity
30. The Lost Riches Of Rio
31. Deadly Blue Slime
32. The Currency Conspiracy
33. Caesar's Sword
34. Peril In Paris
35. In Dutch
36. The Lipizzaner Mystery
37. The Sacred Rock
38. Curse Of Solomon's Gorge
39. Green Nightmare
40. Eyes Of The Skull
41. Stop Motion
42. The Artemis Enigma
43. The Chinese Scorpion
44. Riddle Of The Raven Master
45. The Spectre Of Captain Kidd
46. The Secret Of The Stones
47. The Lost Fleet
48. Quest Of The Canyon
49. Follow The Rainbow
50. The Everglades Oddity
51. Dragonfire
52. The Royal Cape Caper
53. Patchwork Puzzle
54. Fog On Boulder Hill
55. Plunder Of Glowworm Grotto
56. Stone Trees
57. Incident In Istanbul
58. The Creeping Desert
59. The Scarlet Empress
60. Venice Menace
61. Treasure Of The Nazca Plain
62. Disappearing Act
63. Gate Of Darkness
64. The Manakara Giant
65. Raiders Of The Orient Express
66. Demolition Duel to the Death
67. Where Eagles Dare
68. Homeward Bound
69. Battle of the Giants
70. Race Against Time
71. Challenge of the Masters
72. For One Shining Moment
73. High Noon
74. The Battle for Baja
75. Cliffhanger

## Sigla
La sigla del cartone animato è rimasta anche in Italia quella originale statunitense. Nel 2006, per l'edizione in DVD della serie, è stata realizzata la prima sigla italiana omonima (testo di Mauro Agnoli, musica di Augusto Martelli, cori di Lalla Francia, Moreno Ferrara e Diego Borotti), ma mai utilizzata.

## Videogiochi
La Gremlin Graphics pubblicò nel 1987-1988 tre videogiochi per home computer tratti da M.A.S.K.:
- MASK per Amstrad, Commodore 64, Spectrum
- MASK II per Amstrad, Commodore 64, MSX, Spectrum
- VENOM Strikes Back per Amstrad, Commodore 64, MSX, Spectrum

## Film
Nel mese di aprile del 2018, Paramount Pictures e Hasbro hanno annunciato che il regista Gary Gray si occuperà dell'adattamento cinematografico della serie.